# Alojzy Marcol
Alojzy Marcol (* 4. Juni 1931 in Buchenau, Landkreis Ratibor; † 25. März 2017) war ein polnischer Priester sowie Lehrbeauftragter und Hochschulprofessor für Katholische Theologie mit dem Spezialgebiet Moraltheologie.

## Leben
Alojzy Marcol wurde am 23. Juni 1957 in Oppeln zum Priester geweiht. Anschließend studierte an der Katholischen Universität Lublin. Danach lehrte er am Höheren Priesterseminar in Neisse. Zugleich wirkte er von 1962 bis 1964 und von 1969 bis 1977 als Rektor der St.-Franziskus-Kirche in Neisse und anschließend als Rektor am dortigen Priesterseminar. Von 1983 bis 1994 lehrte er an der Katholischen Akademie in Katowice.
1993 wurde er zum Professor der Theologie berufen und lehrte von 1994 bis 2002 an der Theologischen Fakultät der Universität Opole. Nach der Emeritierung wirkte er von 2002 bis 2007 an der Theologischen Hochschule im Stift Heiligenkreuz.
Alojzy Marcol starb am 29. März 2017. Er wurde auf dem Friedhof seiner Heimatstadt Nędza beigesetzt.

## Publikationen (Auswahl)
- Korupcja. Problem społeczno-moralny. Praca zbiorowa. Wydawn. Św. Krzyża, Opole 1992, ISBN 83-85025-48-0.
- Zaangażowanie chrześcijan w życiu społecznym. Praca zbiorowa. Wydawn. Św. Krzyża, Opole 1994, ISBN 83-85025-62-6.
- als Herausgeber: Joseph Wittig - śla̧ski teolog i historiograf. Joseph Wittig - schlesischer Theologe und Geschichtsschreiber. Fundacja Odnowy Ziemi Noworudzkiej, Nowa Ruda 1997, ISBN 83-900960-1-3.
- als Herausgeber: Etyczne aspekty diagnostyki genetycznej. Ethische Aspekte der genetischen Diagnostik (= Sympozja Wydział Teologiczny, Band 29). Wydział Teologiczny Uniwersytetu Opolskiego, Opole 1998, ISBN 83-86865-85-7.